# 林縣 (俄勒岡州)
林縣（英語：Linn County）是美国俄勒冈州中西部的一個县，面積5,983平方公里。根據2020年美國人口普查，共有人口12萬8,610人。縣治阿伯尼（Albany）。林業佔產值40%（1990年）。農業呈多元化狀態，但主要種植黑麥草。本縣也是全美國唯一出產剛玉的地方。製造業以流動汽車屋和組裝房屋為主。
該縣成立於1847年12月28日，縣名紀念主張把俄勒岡納入美国领地的密蘇里州聯邦參議員劉易斯·F·林。